# 林旭

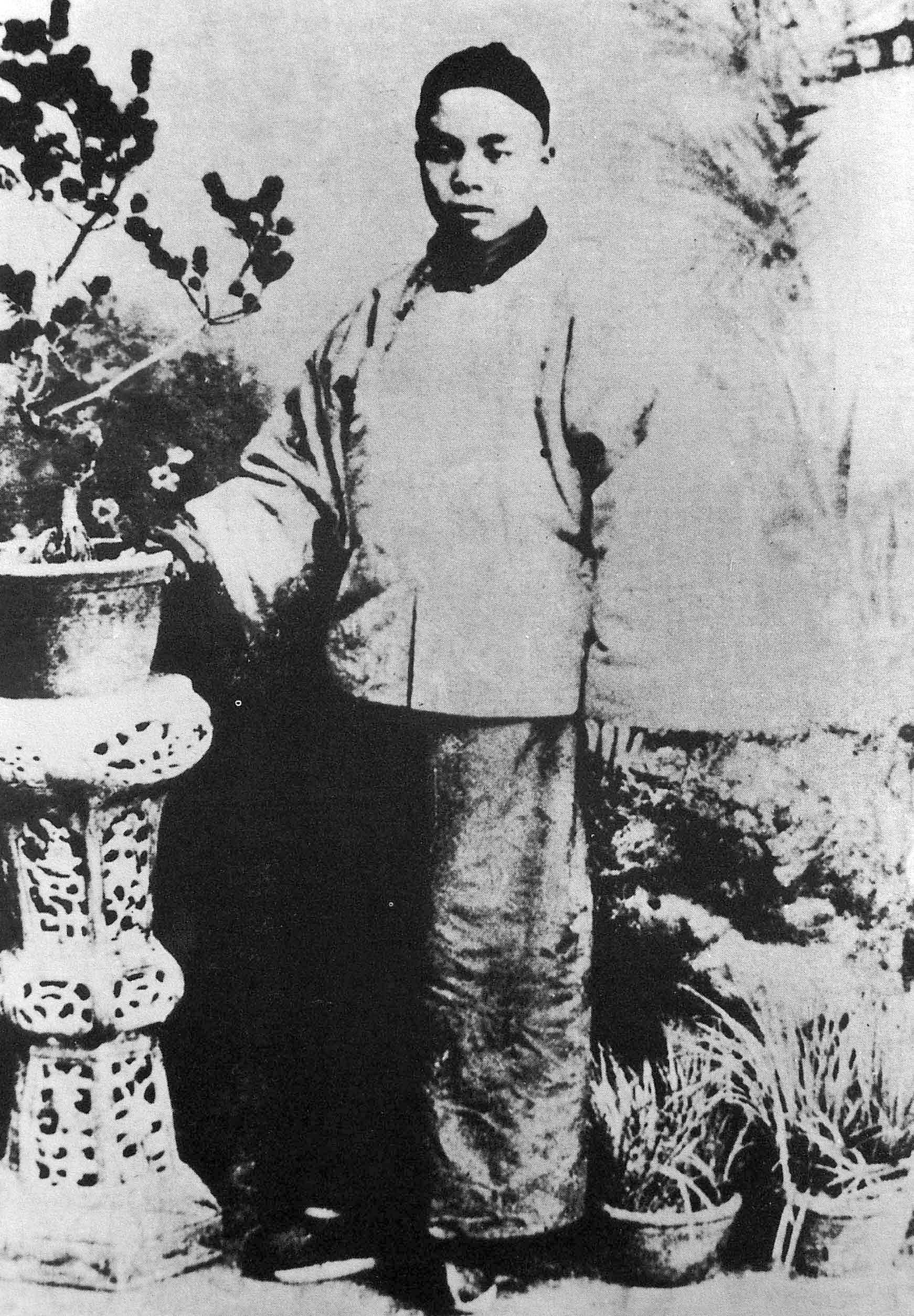
林旭

林 旭（りん きょく、Lin Xu、1875年 - 1898年）は、清末の変法派の官僚。字は暾谷。
福建省侯官県（現在の福州市閩侯県）出身。1895年、内閣中書に任命される。1898年3月、福建省に閩学会を設立し、広東・四川・浙江・陝西の各学会と連携して、維新運動の推進と国会の開設を主張した。戊戌の変法の際には、四品卿軍機章京に任じられ、わずかな期間の間に数多くの上奏を行った。しかし戊戌の政変で西太后が政権を奪回すると、譚嗣同・楊深秀・劉光第・楊鋭・康広仁とともに斬られた。彼らは戊戌六君子と呼ばれる。
著作に『晩翠軒詩集』がある。
妻は沈葆楨の子の沈瑜慶の長女の沈鵲応で、才人として知られていたが夫の処刑後服毒自殺した。